# Robian
Robian (en francès Roubia) és un municipi francès situat al departament de l'Aude i a la regió d'Occitània.